# Le Fond du problème (film)
Pour plus de détails, voir Fiche technique et Distribution.
Le Fond du problème (titre original : The Heart of the Matter) est un film britannique réalisé par George More O'Ferrall et sorti en 1953, d'après un roman de Graham Greene. Il a été présenté au festival de Cannes 1953.

## Fiche technique
- Titre original : The Heart of the Matter
- Réalisation  : George More O'Ferrall
- Scénario : Lesley Storm d'après un roman de Graham Greene, Le Fond du problème
- Producteur : Ian Dalrymple
- Dates de sortie : 
  - 3 novembre 1953 ( Royaume-Uni)
  - 22 janvier 1954 ( France)
  - 8 février 1954 ( États-Unis)
- Durée : 105 minutes
- Directeur de la photographie : Jack Hildyard

## Distribution
- Trevor Howard : Harry Scobie
- Elizabeth Allan : Louise Scobie
- Maria Schell : Helen Rolt
- Denholm Elliott : Wilson
- Gérard Oury : Yusef
- Peter Finch : Father Rank
- George Coulouris : Capitaine
- Michael Hordern : Commissionaire
- John Akar : serviteur (non crédité)

## Adaptation
La principale différence entre le film et le roman de Graham Greene est la façon dont se déroule la fin de l'histoire. Dans le livre, le domestique est tué (apparemment un acte de vengeance de Yusef, joué dans le film par Gérard Oury). Dans le film, Scobie tente de se suicider.

## Distinctions
- Sélection au Festival de Cannes 1953[1].
- Nommé pour 4 BAFTA Awards